# Mistrzostwa Ameryki Południowej w Zapasach 1993
V Mistrzostwa rozegrano w 1993 w Buenos Aires.

## Tabela medalowa
Gospodarz zawodów został zaznaczony kolorem.
| Poz.  | Państwo   |    |    |   | Łącznie |
| ----- | --------- | -- | -- | - | ------- |
| 1.    | Peru      | 8  | 2  | 0 | 10      |
| 2.    | Argentyna | 2  | 4  | 1 | 7       |
| 3.    | Chile     | 0  | 2  | 2 | 4       |
| 4.    | Brazylia  | 0  | 1  | 3 | 4       |
| 5.    | Ekwador   | 0  | 1  | 0 | 1       |
| 6.    | Urugwaj   | 0  | 0  | 2 | 2       |
| Razem | Razem     | 10 | 10 | 8 | 28      |

## Wyniki

### W stylu klasycznym
| Waga   | złoty           | srebrny              | brązowy               |
| ------ | --------------- | -------------------- | --------------------- |
| 48 kg  | Jorge Yllescas  | ----                 | ----                  |
| 52 kg  | Joël Basaldúa   | Francisco Ramos      | ----                  |
| 57 kg  | Raúl Polo       | Jorge Gatica         | David Cabello         |
| 62 kg  | Enrique Cubas   | Edison Viteri        | Marcos Sabino         |
| 68 kg  | Carlos Albrecht | Sebastian Goldberger | Gonzalo Pereira       |
| 74 kg  | Gonzalo Peláez  | Antonioni Zavala     | Walter Carter         |
| 82 kg  | Félix Isisola   | Daniel Iglesias      | Claudio Teixeira      |
| 90 kg  | Diego Potap     | Edison Silva         | Ferrando Diaz         |
| 100 kg | Lucio Vásquez   | Daniel Klibansky     | Claudio Bego          |
| 130 kg | Juan Cruz       | Orlando Bachino      | Carlos Nancuvil Suazo |